# Neuwiller
Neuwiller é uma comuna francesa na região administrativa de Grande Leste, no departamento Alto Reno. Estende-se por uma área de 3,73 km². Em 2010 a comuna tinha 481 habitantes (densidade: 129 hab./km²).